# Cyrtomaia
Cyrtomaia is een geslacht van kreeftachtigen uit de klasse van de Malacostraca (hogere kreeftachtigen).

## Soorten
- Cyrtomaia balssi Ihle & Ihle-Landenberg, 1931
- Cyrtomaia bicornis Ihle & Ihle-Landenberg, 1931
- Cyrtomaia coriolisi Richer de Forges & Guinot, 1988
- Cyrtomaia cornuta Richer de Forges & Guinot, 1988
- Cyrtomaia danielae Zarenkov, 1990
- Cyrtomaia echinata Rathbun, 1916
- Cyrtomaia ericina Guinot & Richer de Forges, 1982
- Cyrtomaia furici Richer de Forges & Guinot, 1988
- Cyrtomaia gaillardi Guinot & Richer de Forges, 1982
- Cyrtomaia goodridgei McArdle, 1900
- Cyrtomaia granulosa Guinot & Richer de Forges, 1982
- Cyrtomaia griffini Richer de Forges & Guinot, 1990
- Cyrtomaia guillei Guinot, 1985
- Cyrtomaia hispida (Borradaile, 1916)
- Cyrtomaia horrida Rathbun, 1916
- Cyrtomaia ihlei Guinot & Richer de Forges, 1982
- Cyrtomaia intermedia Sakai, 1938
- Cyrtomaia lamellata Rathbun, 1906
- Cyrtomaia largoi Richer de Forges & Ng, 2007
- Cyrtomaia maccullochi Rathbun, 1918
- Cyrtomaia micronesica Richer de Forges & Ng, 2007
- Cyrtomaia murrayi Miers, 1885
- Cyrtomaia owstoni Terazaki, 1903
- Cyrtomaia platyceros Doflein, 1904
- Cyrtomaia platypes Yokoya, 1933
- Cyrtomaia polynesica Richer de Forges & Ng, 2008
- Cyrtomaia smithi Rathbun, 1894
- Cyrtomaia suhmii Miers, 1885
- Cyrtomaia tenuipedunculata Ihle & Ihle-Landenberg, 1931